# Сёрфонна
Южное ледяное поле (норв. Sørfonna — Сёрфонна) — южная часть ледникового покрова острова Северо-Восточная Земля (архипелаг Шпицберген, Норвегия).
Сёрфонна является южной частью Остфонны — крупнейшего ледника на Шпицбергене. Площадь её составляет около 2350 км². Высота достигает 721 м. Толщина льда — до 400 м. Выводной ледник Бросвельбрин выступает в Баренцево море на 20—30 км. На севере и северо-востоке Сёрфонна смыкается с Остфонной.